# Lac des Vernes
Le lac des Vernes est un lac artificiel situé à Meyrin, dans le canton de Genève, en Suisse. Il est inauguré le 10 juin 2017 et est le seul lac entièrement situé sur territoire genevois.

## Description

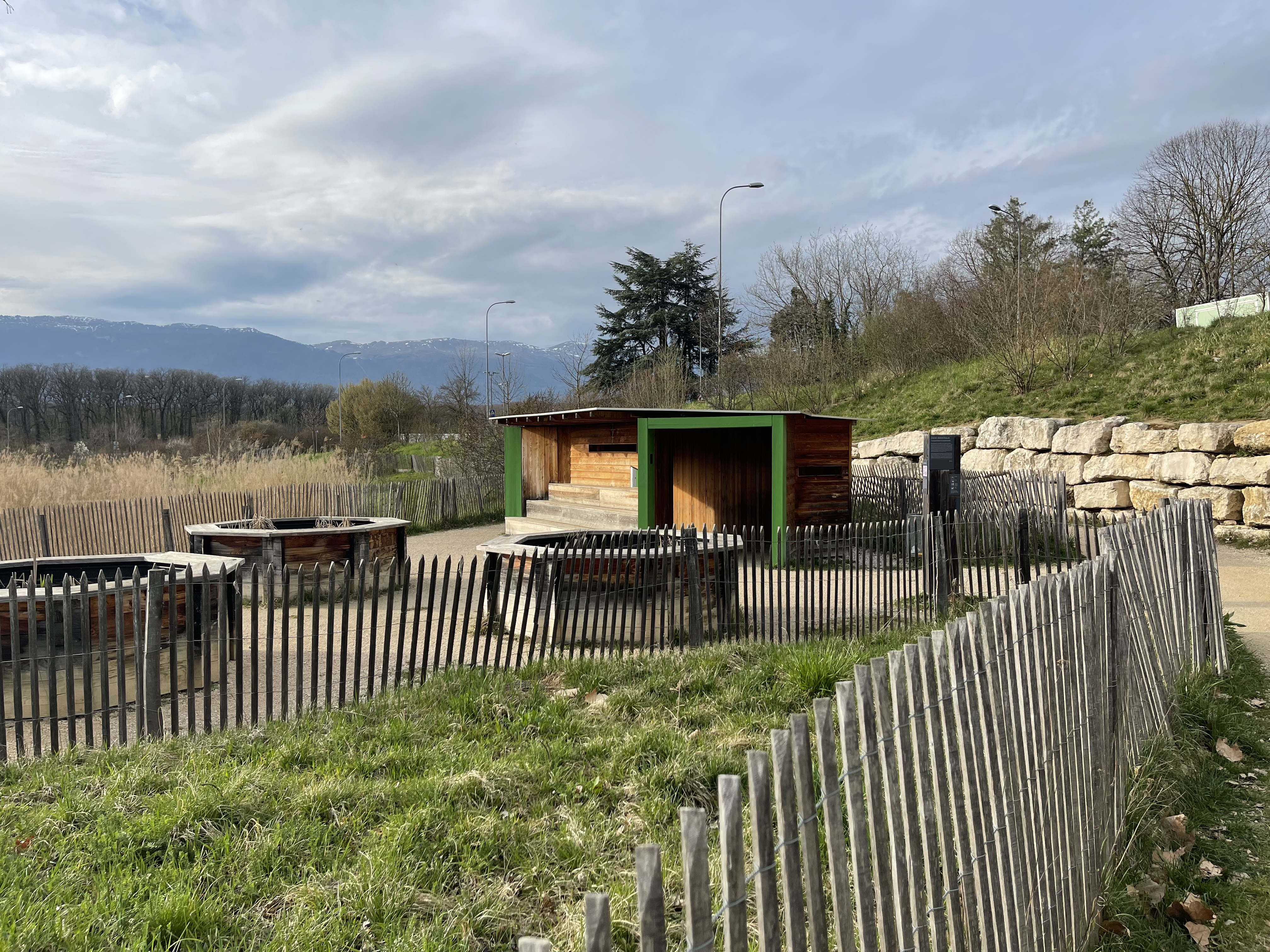
Immersions Lacustres de Matali Crasset en mars 2023 au bord du lac des Vernes à Meyrin

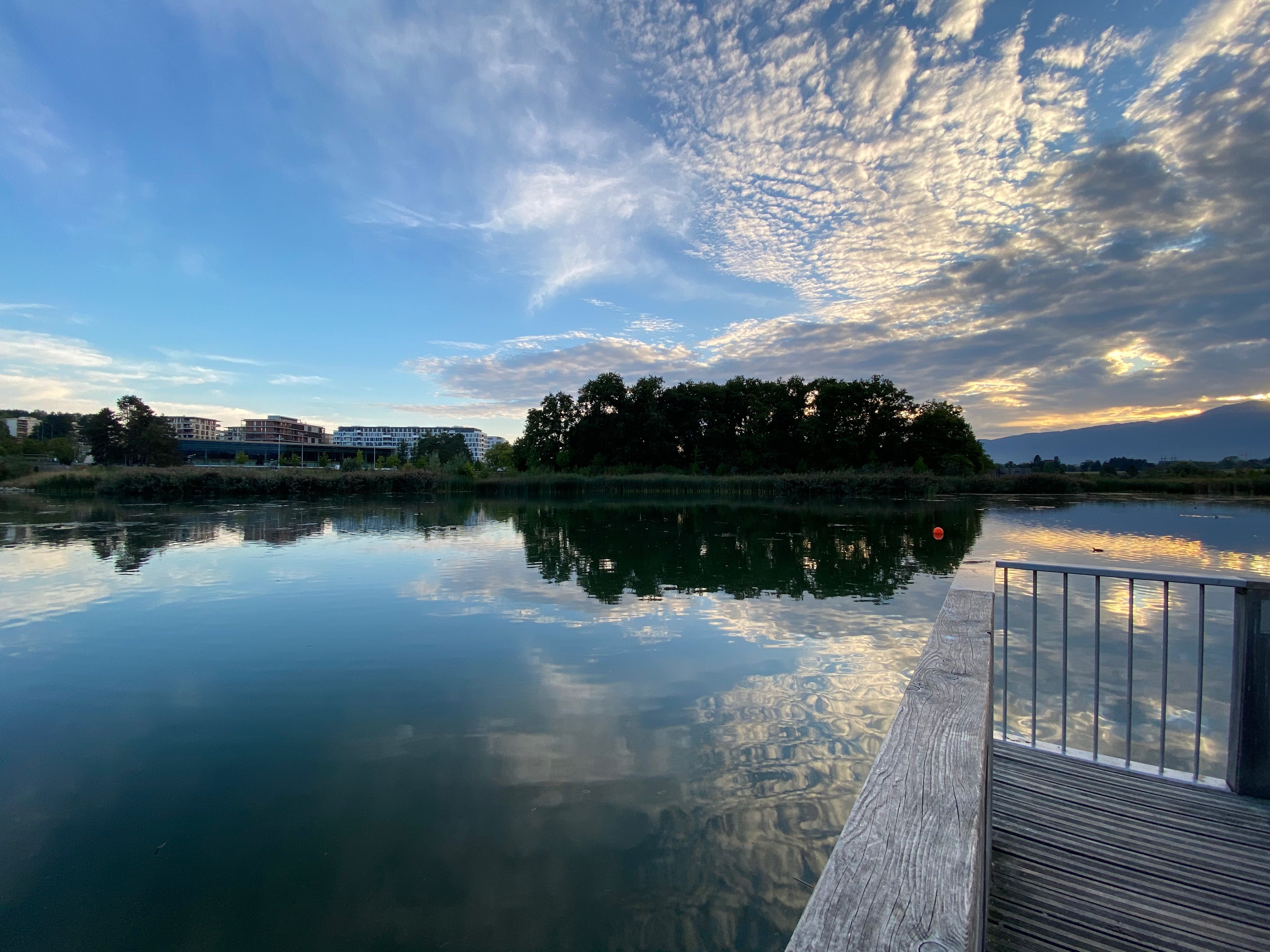
Le lac des Vernes depuis son point d'observation.

Ce lac est un bassin de rétention des eaux de pluie et a pour fonction de réguler les crues du Nant d'Avril. Des pontons, des points d'observation et un parcours didactique sont disposés tout autour du lac. Il n'est par contre pas possible de se baigner car les rives sont sécurisées par la végétation environnante.